# Ommata atripes
Ommata atripes là một loài bọ cánh cứng trong họ Cerambycidae.